# Conseil européen des 22 et 23 juin 2017
La réunion du Conseil européen des 22 et 23 juin 2017 s'est concentrée sur les principaux thèmes suivants :
- Sécurité et défense intérieure et extérieure des pays membres de l'Union européenne,
- Accord de Paris sur le changement climatique
- Brexit
- Emploi, croissance et compétitivité
- Migrations
- Europe numérique

Le Président français Emmanuel Macron participe pour la première fois à un Conseil européen. À l'issue du Conseil, il tient avec la Chancelière allemande Angela Merkel une conférence de presse commune dans le but d'afficher la symbiose franco-allemande pour une relance de l'Europe, par des propositions communes sur de nombreux sujets. Les États de l'Est, notamment la Pologne et la Hongrie, expriment leur désaccord avec les orientations franco-allemandes sur des sujets comme les questions migratoires ou la révision des textes relatifs aux travailleurs détachés voulue notamment par Paris.

## Conclusions
Le Conseil européen adopte des conclusions sur la sécurité et la défense, l'accord de Paris sur le changement climatique, l'économie, les migrations et l'Europe numérique.

### Sécurité et défense
Les conclusions du Conseil européen sur la sécurité et la défense concernent essentiellement :
- Le renforcement de la coopération au sein de l'UE par la mise en place avant la fin de l'année 2017 d'un contrôle aux frontières extérieures de l'UE, s'appuyant sur un système européen d'autorisation et d'information concernant les voyages (ETIAS). La création de ce système proposée par la Commission[6] constitue une priorité de la feuille de route de Bratislava adoptée par les Vingt-Sept le 16 septembre 2016[7].
- Concernant la lutte contre le terrorisme et la criminalité en ligne sur internet, la demande aux « entreprises du secteur qu'elles créent leur propre forum et mettent au point de nouvelles technologies et de nouveaux outils en vue d'améliorer la détection automatique et la suppression des contenus qui incitent à la commission d'actes terroristes ».
- La création par la Commission d'un Fonds européen de la défense, qui financera des équipements militaires communs (volet « capacités ») et des programmes conjoints de recherche‑développement en matière militaire (volet « recherche »).
- Le renouvellement de la demande que soit mise en place une coopération structurée permanente dans le domaine de la défense. Il est demandé aux États membres d'établir, dans un délai de trois mois, une liste commune de critères et d'engagements contraignants, dans le plein respect de l'article 42, paragraphe 6, et de l'article 46 du TUE, dans le cadre de la PSDC.
- La décision que le déploiement des groupements tactiques soit pris en charge de façon permanente en tant que coût commun par le mécanisme Athena de financement des opérations militaires de sécurité et de défense conduites par l'UE.

### Accord de Paris sur le changement climatique
Les chefs d'État ou de gouvernement réaffirment que l'UE est déterminée à mettre en œuvre rapidement et pleinement l'accord de Paris sur le changement climatique, y compris ses objectifs en matière de financement de l'action climatique, et à jouer un rôle de premier plan dans la transition mondiale vers une énergie propre,

### Brexit
Pour la première fois, le Premier ministre britannique, Theresa May, présente aux Vingt-Sept les grandes lignes de ses propositions concernant le devenir des quelque 3 millions d'Européens qui vivent au Royaume-Uni. Le Président du Conseil européen, Donald Tusk, juge qu'elles sont « en deçà de nos attentes »,.

### Emploi, croissance et compétitivité
Le Conseil européen réaffirme l'importance que revêt le bon fonctionnement du marché unique, reposant sur ses quatre libertés, à savoir la libre circulation des biens, des capitaux, des services et des personnes, et confirme l'objectif d'en parachever la mise en œuvre en 2018. Les conclusions n'évoquent pas la révision de la directive relative aux travailleurs détachés souhaitée par la France,.
En matière de commerce, le Conseil européen maintient son orientation libérale contre le protectionnisme et confirme que « l'UE promouvra activement un programme de libre-échange ambitieux sur la scène mondiale ». En contrepartie, le Conseil européen demande que soient rapidement définis des instruments de défense commerciale modernes et compatibles avec l'OMC, pour lutter efficacement contre les pratiques commerciales déloyales et discriminatoires et les distorsions de marché. Il est également prévu que soient analysés les investissements réalisés par des pays tiers dans des secteurs stratégiques. Ces mesures constituent un compromis entre les positions libre-échangistes de plusieurs pays et celle de la France qui souhaite une surveillance accrue de ces investissements. L'idée d'un « Buy European Act » permettant de réserver l’accès aux marchés publics européens aux entreprises qui localisent au moins la moitié de leur production en Europe, poussée par le Président Macron durant sa campagne électorale, n'est pas reprise dans les conclusions de ce Conseil européen.

## Sources